# Kriegerdenkmal (Kempten-Heiligkreuz)

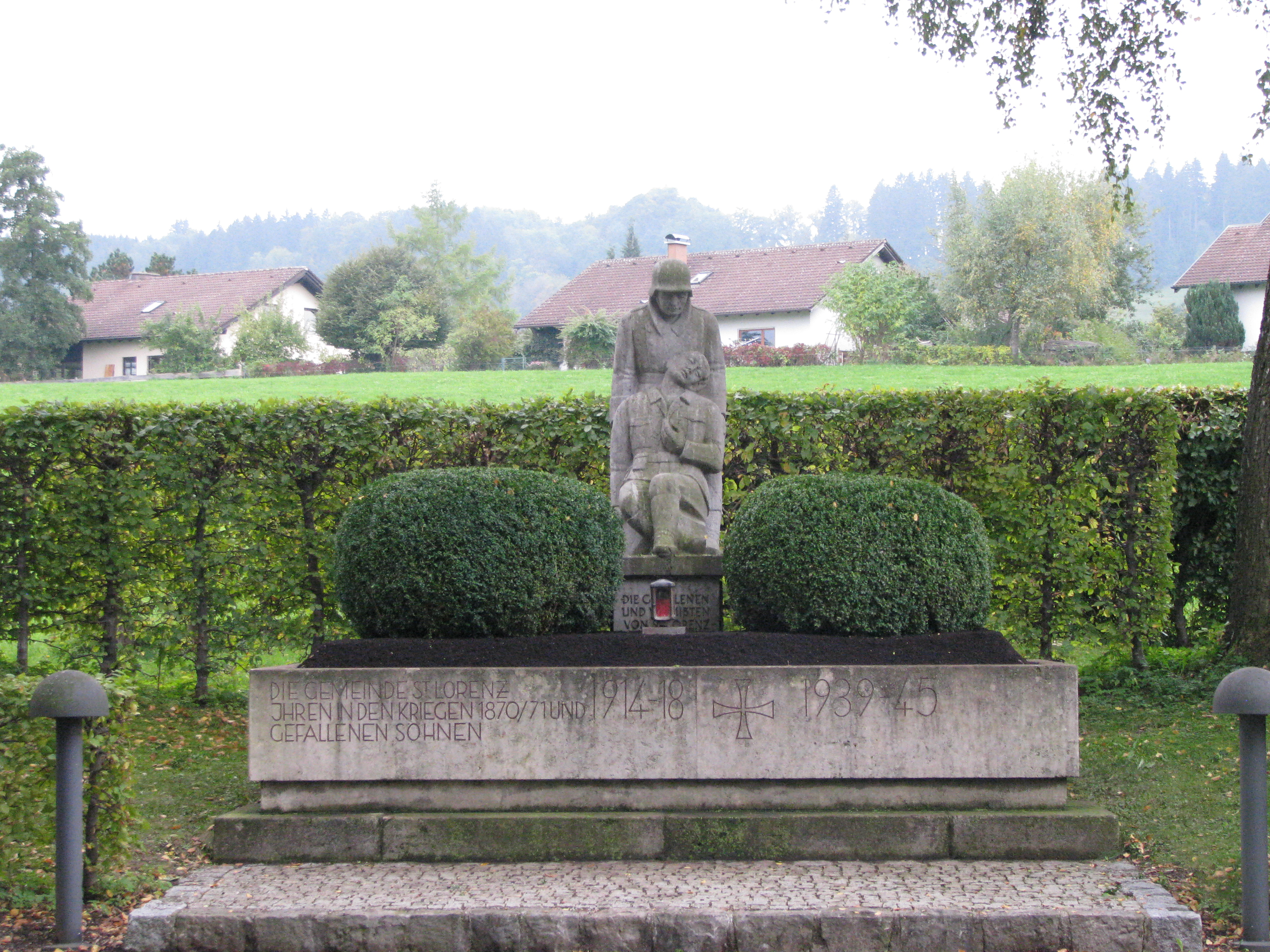
Das Kriegerdenkmal in Heiligkreuz

Das Kriegerdenkmal in Heiligkreuz, einem Pfarrdorf der kreisfreien Stadt Kempten, steht nach zahlreichen Versetzungen auf dem Ortsfriedhof.

## Geschichte
1879 wurde ein kleiner Obelisk umgeben von zwei Friedenslinden vor der Kirche zum Gedenken an die Toten des Deutsch-Französischen Krieges (1870–1871) aufgestellt.
Er wurde 1929 durch ein als Brunnenanlage gestaltetes Denkmal nach einem Entwurf von Thomas Wechs ersetzt, der auch das Münchner Kriegerdenkmal vor dem Armeemuseum entworfen hatte. Darauf befand sich die Bronzefigur „St. Georg kämpft gegen den Drachen“ des Augsburger Bildhauer Fritz Beck, die im Zweiten Weltkrieg eingeschmolzen wurde.
1955 kam auf den leeren Sockel die Figur „Helfender Kamerad“.
Im Zuge der Neugestaltung des Kirchenplatzes wurde das Kriegerdenkmal neu gestaltet und versetzt. 1991 wurde die Figur des „Helfenden Kameraden“ auf den Friedhof an den Platz des ehemaligen Heldengrabes versetzt. Zusätzlich angebracht wurden Bronzetafeln mit den Namen von 122 Gefallenen und Vermissten der letzten drei Kriege.
1996 wurden im Auftrag von Fähnrich Willi Christen zusätzlich von Steinmetz Werner Noel gefertigte Gedenktafeln an das ehemalige und renovierte Friedhofskreuz angebracht.

## Gestaltung

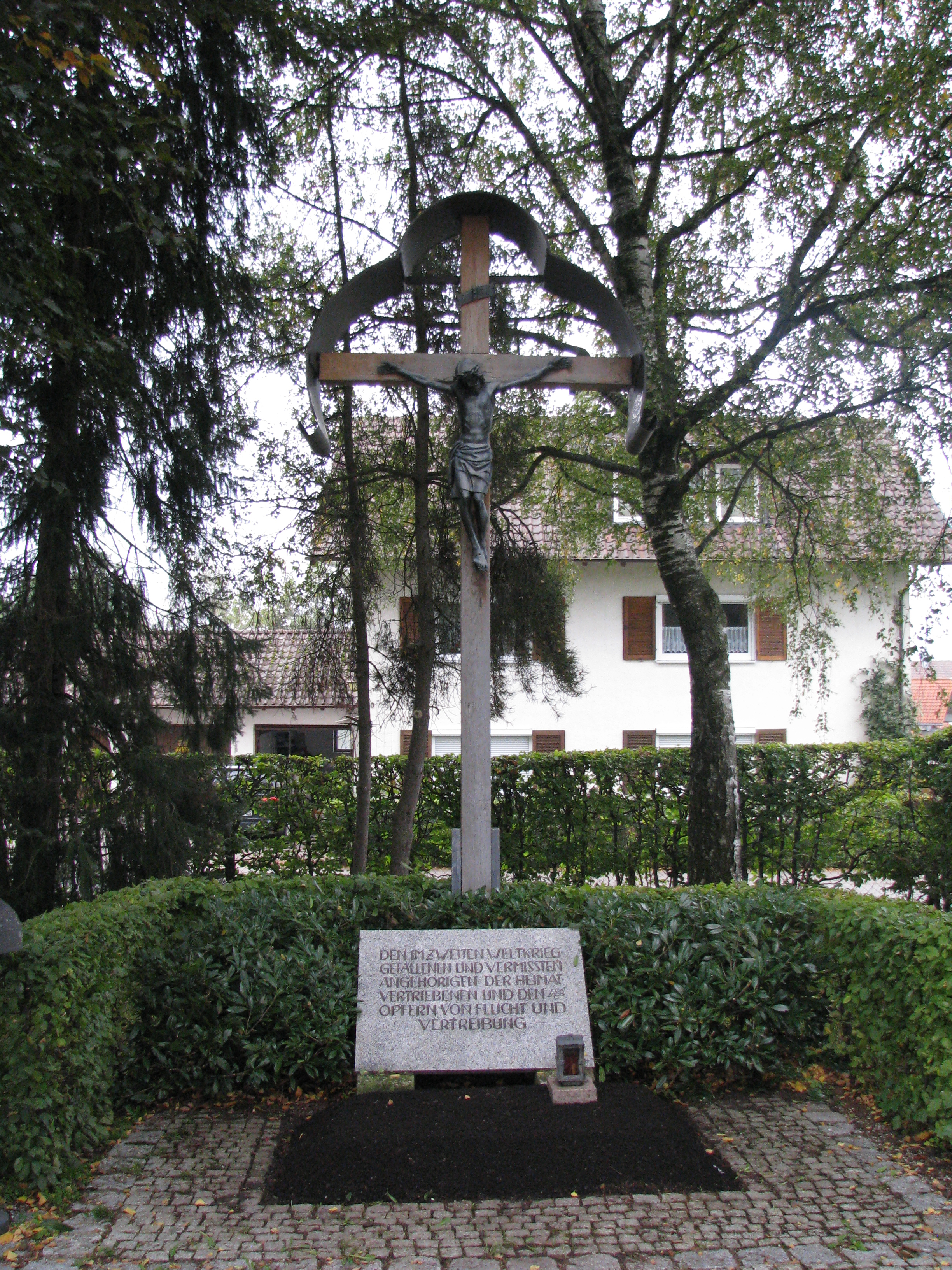
Gedenkstätte mit dem Kruzifix

### Denkmal
Das heutige Denkmal besteht aus der ehemaligen Brunnenanlage sowie der Figur „Helfender Kamerad“.
Als Sockel dient die ehemalige Brunnenanlage von Thomas Wechs. Auf der Vorderseite wurde folgender Schriftzug sowie ein Kreuz eingemeißelt: „Die Gemeinde St Lorenz – Ihren in den Kriegen 1870/71 und 1914–18 und 1939–45 gefallenen Söhnen“.
Die Anlage ist mit Erde gefüllt, in die zwei Büsche eingepflanzt wurden. Zwischen diesen beiden steht eine Gedenkkerze und die Figur des „Helfenden Kameraden“. Der Brunnen wiegt ungefähr 6,5 bis 7 Tonnen.
Über dem Brunnen steht die aus einem Muschelkalkblock gemeißelte Figur „Helfender Kamerad“ von Karl Girlich. Das etwa eine Tonne wiegende Standbild zeigt zwei Soldaten. Der sitzende Vordere hält sich mit der linken Hand die Brust. Sein Kopf ist mit geschlossenen Augen nach links geneigt. Hinter diesem verletzten Soldaten steht ein Kamerad, der auf den Verletzten hinunter blickt.
Unter den beiden Soldaten sieht man folgenden Schriftzug: „Die Gefallenen und Vermissten von St. Lorenz“.
Auf gleicher Höhe an den Seiten wurden Bronzetafeln mit 122 Namen von Gefallenen und Vermissten angebracht. Die Kosten für diese Tafeln beliefen sich auf ungefähr 76.000 Mark.

### Kruzifix
Gegenüber dem Denkmal befindet sich eine Gedenkstätte mit einem Kruzifix, zu dessen Füßen auf einer Marmorplatte folgende Aufschrift steht: „Den im zweiten Weltkrieg gefallenen und vermissten Angehörigen der Heimat, Vertriebenen und den Opfern von Flucht und Vertreibung“.

## Reaktion der Öffentlichkeit
Am Volkstrauertag finden Gedenkmessen in der nahen Wallfahrtskirche Heiligkreuz statt.
Unter der Bevölkerung war die Figur des Helfenden Kameraden „nie sonderlich beliebt“. Im Zuge der Neugestaltung des Kirchenplatzes wurde 1990 diskutiert, die Figur von Thomas Wechs „Heiliger Georg kämpft gegen den Drachen“ zu verwenden.